# Telenovelas de Telemundo

Logotipo de Telemundo.

La producción de telenovelas en Miami comenzó con la telenovela de Telemundo Angélica, mi vida en 1988. En ese entonces, Telemundo Network había dado fin a casi treinta años de producción de telenovelas nacionales en Puerto Rico y la empresa movió su industria de producción de telenovelas a Miami, con el productor y escritor de telenovelas Ángel del Cerro a cargo de ella. Muy pronto su colega José Enrique Crousillat con su empresa Capitalvision International Corporation y en asociación con toma las riendas de producción de telenovelas en Telemundo Miami, creando historias como El magnate, Cadena braga, Marielena y Guadalupe. Ángel del Cerro regresa a Puerto Rico donde cierra definitivamente la producción de telenovelas con Natalia, Tres destinos y Señora tentación. Por otra parte, en 1994 José Enrique Crousillat se une a Televisa.
Aunque la producción de telenovelas de Telemundo en los años noventa comenzó muy bien, en cierto momento, de pronto, todo paró. Después hubo varias alianzas de corto plazo con otras empresas como O'Farrill y Asociados en El peñón del amaranto, Fonovideo Productions en Aguamarina y Rubicon Entertainment en Me muero por ti, pero en ese tiempo Telemundo principalmente transmitía telenovelas de otras empresas como RCTV, RTI Televisión, Rede Globo, entre otras.
Fue en 2001 cuando Telemundo se asoció con dos grandes casas productoras: Argos Comunicación y RTI Colombia. Argos Comunicación terminó la alianza que tenía con Televisión Azteca para comenzar una con Telemundo. Entre 2001 y 2007 juntos produjeron Cara o cruz, Daniela, Ladrón de corazones, El alma herida, Gitanas, Los plateados, Corazón partido y Marina. RTI Televisión extendió la alianza que desde 1999 ya tenía con Caracol Televisión a Telemundo. Mediante este convenio se produjeron Amantes del desierto, Luzbel está de visita, La venganza y Pasión de gavilanes a cargo de RTI y Sofía dame tiempo y Ángel de la guarda, mi dulce compañía a cargo de Caracol. En 2004, Caracol abandonó el convenio, pero siguió programando la mayoría de producciones de RTI y Telemundo. En 2002, Telemundo intentó formar otra alianza con Rede Globo. La alianza duró poco, juntos produjeron solo una telenovela: Vale todo.
Con las alianzas la producción de telenovelas de Telemundo poco a poco se extendió, pero las telenovelas en asociación con Argos se grababan en México, las en asociación con RTI y Caracol en Colombia y la en asociación con Rede Globo en Brasil. No fue hasta 2003, cuando parte de los productores de RTI Televisión encabezados por Aurelio Valcárcel Carroll llegaron a Miami, que se formaron Telemundo-RTI Estudios en Miami. La primera producción fue Amor descarado y la siguieron Prisionera, ¡Anita, no te rajes!, El cuerpo del deseo, Tierra de pasiones y La viuda de Blanco. Paralelamente en Colombia, RTI encabezado por Hugo León Ferrer producía las telenovelas Te voy a enseñar a querer, La mujer en el espejo, La Tormenta y Amores de mercado. En 2005, Telemundo también produjo La ley del silencio en Dallas, en alianza con FremantleMedia Latin America, y Amarte así en Argentina, en alianza con Promofilm.
En 2007, la alianza entre Telemundo y Argos se terminó, cosa que resultó en el aumento de contenidos de RTI Televisión y Telemundo-RTI Estudios. También, Telemundo comenzó tener arreglos con Televisa y Sony Pictures Television. Por eso en Colombia grabaron El Zorro: la espada y la rosa, Victoria, Doña Bárbara y posteriormente El clon y La reina del sur. Además, Telemundo-RTI Estudios cambia de nombre en Telemundo Estudios Miami y entre 2007 y 2011 produjeron Dame chocolate, Pecados ajenos, El rostro de Analía, Más sabe el diablo, Perro amor, El fantasma de Elena, Aurora y Mi corazón insiste en Lola Volcán. En Colombia había varias líneas de producción lo que permitió que entre 2007 y 2012 se desarrollan muchas telenovelas, incluyendo: Sin vergüenza, Madre Luna, La traición, Sin senos no hay paraíso, Victorinos, Niños ricos, pobres padres, La diosa coronada, Los herederos del Monte y la última Flor salvaje. Sin el apoyo de Argos, Telemundo intentó producir telenovelas en México por su propia cuenta, creando Telemundo Estudios México. En 2008 allí produjeron solo El juramento y en parte Sin senos no hay paraíso.
Con los años Telemundo Estudios Miami fortaleció y en 2010 aumentó sus contenidos empujando de cierta forma las producciones de RTI Colombia. Comenzaron a grabar telenovelas de suspenso, misterio y crimen, entre ellas: ¿Dónde está Elisa?, Alguien te mira, La casa de al lado y posteriormente El rostro de la venganza y Santa diabla. En mismo tiempo RTI grababa las telenovelas Bella calamidades y Ojo por ojo, pero por el momento, Telemundo decidió no transmitirlas. En 2011, Telemundo grabó la telenovela Amar de nuevo en México con Promofilm México. El convenio que duró diez años entre Telemundo Estudios Miami y RTI Colombia, ahora desde 2011 RTI Producciones, se terminó en 2012. Las dos casas productoras tomaron diferentes caminos: Telemundo Estudios Miami nuevamente se asoció con Argos Comunicación y RTI Producciones con Televisa y Univision Communications, entre otros.
Antes del regreso de las telenovelas de Argos, por un breve tiempo Telemundo por primera vez extendió la producción de Telemundo Estudios Miami a tres horarios. Por la ruptura con RTI, algunos productores del desaparecido canal venezolano RCTV, encabezados por Carmen Cecilia Urbaneja se incorporaron a Telemundo Estudios Miami. Desde 2011-2012 y actualmente Telemundo produce telenovelas en Florida y en México y es encabezado por:
- Joshua Mintz - vicepresidente ejecutivo de programación de ficción y gerente general de Telemundo Estudios,[14]
  - Aurelio Valcárcel Carroll - exvicepresidente ejecutivo de producción en Miami (2011-2014),
  - Martha Godoy - vicepresidenta de producción en México (2012-hoy),
  - Carmen Cecilia Urbaneja - vicepresidenta de producción en Miami (2013-hoy),
  - David Posada - vicepresidente de producción en Miami (2014-hoy) y 
    - varios productores ejecutivos de Telemundo y Argos (Marcela Mejía, José Gerardo Guillén, Jairo Arcila Murillo, Ana Graciela Ugalde, Gemma Lombardi Ortín, Daniel Camhi, Araceli Sánchez Mariscal y Mariana Iskandarani, entre otros) que trabajan por proyecto.

Desde entonces a hoy en Miami produjeron: Una maid en Manhattan, Relaciones peligrosas, Corazón valiente, Pasión prohibida, Marido en alquiler, Dama y obrero, En otra piel, Reina de corazones, Tierra de reyes, Bajo el mismo cielo, etc. Paralelamente, en México con Argos produjeron: Rosa diamante, La patrona, La impostora, Los miserables, etc. Con La reina del sur Telemundo comenzó la producción de telenovelas basadas en hechos reales. Argos y el nuevo socio Campanario Entertainment producen ese género. El Señor de los Cielos, Camelia la Texana, El Señor de los Cielos, segunda temporada, Señora Acero, El Señor de los Cielos, tercera temporada y Señora Acero, segunda temporada son las historias recién producidas. Con Dueños del paraíso surgió una nueva alianza de Telemundo Estudios Miami y TVN y con Celia surgió otra alianza de Telemundo Estudios Miami con Fox Telecolombia y RCN Televisión.